# Ulvsjön
Ulvsjön is de naam van een gehucht en meer in de gemeente en landschap Dalarna.

## Dorp
Het dorp, dat aan de weg ligt tussen Lillhärdal en Älvdalen is niet meer dan een vlek(je) op de kaart. Het ligt in een groot nauwelijks bewoond gebied ten zuiden van Sveg.

In Älvdalen wordt het dorp al aangegeven op de verkeersborden, men zou kunnen denken dat Ulvsjön een grote plaats is; de onderlinge afstand is toch zo'n 80 km. Als men arriveert blijkt de nederzetting zo'n 10 huizen te hebben zonder winkels of diensten.

## Meer
Ten westen van de nederzetting ligt een meer(tje) van dezelfde naam. Ook dat meer is klein; het is eigenlijk een grote poel in een uitgebreid zeer moerassig gebied.
De omgeving van de nederzetting is bekend om zijn natuurschoon; weinig bevolking en weinig verkeer. Enig nadeel in de zomer is de hoeveelheid muggen in dit gebied. De weg naar en van Ulvsjön is nauwelijks breed genoeg om twee personenauto's elkaar te laten passeren; een B-weg zoals we die in Nederland kennen.

## Opmerking
Niet te verwarren met een gebied in de buurt van Stockholm, waarvan een artikel in de Zweedstalige Wikipedia.